# 窗格捻螺
窗格捻螺（学名：Punctacteon kawamurai）为捻螺科斑捻螺屬下的一个种。